# جيمس كيليان
جيمس كيليان (بالإنجليزية: James Kilian)‏ هو لاعب كرة قدم أمريكية ولاعب كرة القدم الكندية أمريكي، ولد في 24 أكتوبر 1980 في كالدويل في الولايات المتحدة.

## وصلات خارجية
- جيمس كيليان على موقع JustSportsStats.com (الإنجليزية)